# Josiah McCracken

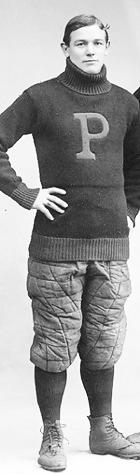
Josiah McCracken

Josiah Calvin McCracken (* 30. März 1874 in Lincoln, Tennessee; † 15. Februar 1962 in Chestnut Hill, Philadelphia, Pennsylvania) war ein US-amerikanischer Leichtathlet und Chirurg, der Ende des 19. Jahrhunderts im Kugelstoßen und Hammerwurf erfolgreich war und im 20. Jahrhundert verschiedene medizinische Fakultäten vorstand.

## Leben
Josiah McCracken war der Sohn von Isaac Lawrence McCracken und Ella Watson Steward. Im Jahr 1896 begann er an der Universität Pennsylvania ein Medizinstudium, nach dessen Abschluss er zwei Jahre in der chirurgischen Ambulanz des St. Luke’s Hospital der Columbia University in New York sowie einige Jahre an der Universitätsklinik Pennsylvania als Assistenzarzt arbeitete. Als Sohn eines presbyterianischen Pfarrers in Kansas war der christliche Glaube ein wesentlicher Lebensinhalt für ihn. Bereits an der Columbia University wurde er zum Vorsitzenden der dortigen Christian Association und später zum Generalsekretär der Young Men’s Christian Association ernannt. Schließlich sandte ihn die Penn’s Christian Association im Jahr 1907 nach China, wo er eine dem College in Kanton angeschlossene christliche Sanitätsschule ins Leben rief. In der Folgezeit bildete er chinesische Ärzte aus und kümmerte sich um den Auf- und Ausbau von Ausbildungsstätten. Von 1907 bis 1913 fungierte er als Präsident der University Medical School in Kanton und von 1914 bis 1942 als Dekan der neu gegründeten Pennsylvania Medical School of St. John’s University in Shanghai. Im Jahr 1942 wurde er von den japanischen Besatzern zusammen mit seiner Frau in die USA deportiert und nahm am Pennsylvania Hospital in Philadelphia den Posten des Chief Resident Physician an. Nach Kriegsende kehrte er nach China zurück und wurde Dekan an der St. John’s Medical School, für deren Fortbestehen er sich auch nach seinem Ausscheiden aus dem Berufsleben noch einsetzte, bis die Schule 1952 von den Kommunisten übernommen wurde.
Josiah McCracken wurde mit zahlreichen akademischen Preisen ausgezeichnet und war u. a. Mitglied des American College of Surgeons.
Er starb 1962 im Alter von 87 Jahren.

## Erfolge
Vier IC4A-Meisterschaften:
- 1898: Kugelstoßen 13,32 m, Hammerwurf 45,54 m

Bei den AAU-Meisterschaften im gleichen Jahr erreichte er mit der Kugel Platz 2 (42-7) und mit dem Hammer Platz 3 (132-8)
- 1899: Kugelstoßen 12,81 m, Hammerwurf 43,92 m

Olympischen Spiele 1900 in Paris:
- Kugelstoßen: Silber mit 12,85 m hinter Richard Sheldon (Gold mit 14,10 m) und vor Robert Garrett (Bronze mit 12,35 m)
- Hammerwurf: Bronze mit 43,58 m hinter John Flanagan (Gold mit 51,01 m) und Truxtun Hare (Silber mit 46,26 m)

Im Jahr 1898 stellte er mit 46,84 m einen Weltrekord auf, den er aber noch im gleichen Jahr an John Flanagan verlor.